# Fächertaube

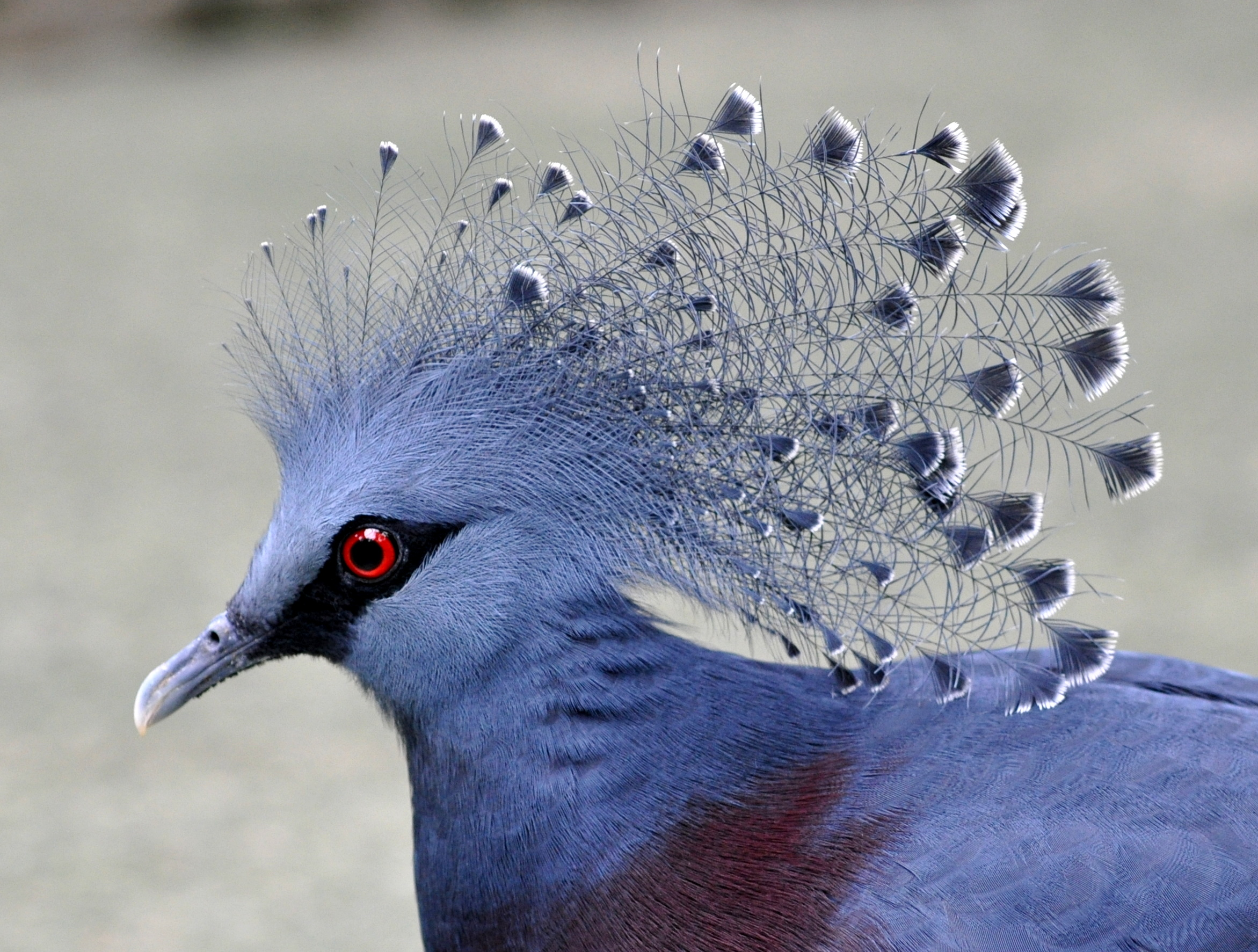
Die Haubenfedern der Fächertaube bilden einen auffälligen Fächerkamm.

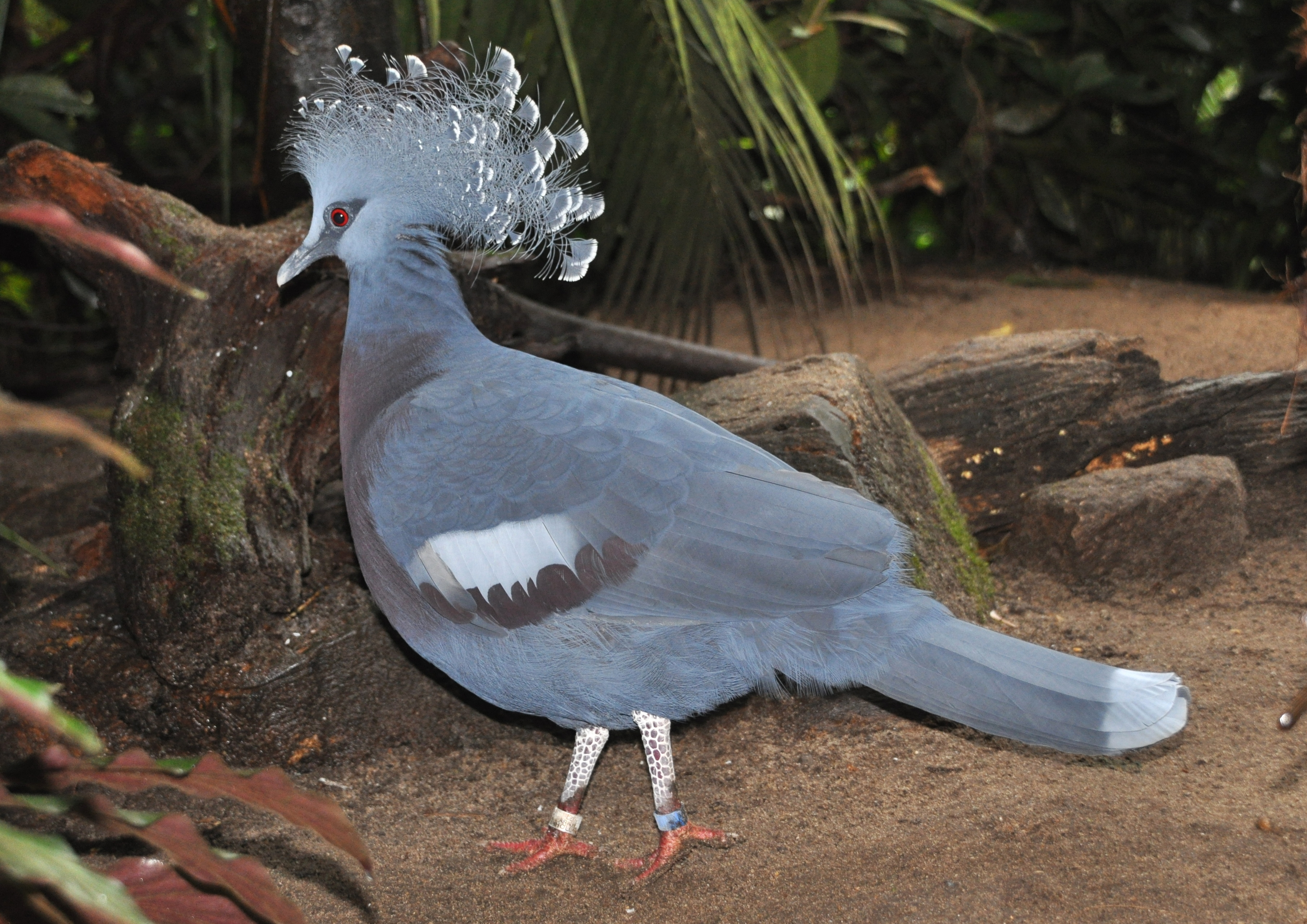
Unterart Goura victoria beccarii

Die Fächertaube (Goura victoria), auch Victoria-Krontaube genannt, ist eine Vogelart aus der Familie der Tauben (Columbidae). Sie zählt zu den Krontauben und weist eine sehr hohe Ähnlichkeit zu anderen Krontaubenarten auf, der Krontaube, der Rotbrust-Krontaube und der Sclaters Rotbrust-Krontaube.
Fächertauben wurden bereits 1848 im Zoo von London gezeigt. Zahlreiche zoologische Gärten pflegen heute Fächertauben in ihren Tropenhallen, europäische Zoos bemühen sich in einem Erhaltungszuchtprogramm um den Fortbestand der Art, die von der IUCN als near threatened – potentiell gefährdet eingestuft wird.  In der Zootierhaltung gelingt mittlerweile die Zucht sehr regelmäßig.

## Aussehen
Die Fächertaube erreicht eine Körperlänge von 74 Zentimeter. Ihr Gewicht beträgt durchschnittlich 2,5 Kilogramm. Sie zählt damit zu den größten und schwersten rezenten Taubenarten. Es besteht kein Geschlechtsdimorphismus.
Wie für die Gattung der Krontauben charakteristisch, hat auch die Fächertaube einen abgerundeten Schwanz mit 16 Federn, keine Bürzeldrüse und keine Gallenblase. Die unbefiederten Beine sind ausgesprochen lang und kräftig. Kennzeichnend für die Art sind die Haubenfedern, die einen Fächerkamm formen. Die Federn sind an ihrem Ende weiß gesäumt und spatelförmig. Ansonsten ist das Gefieder Kronentauben-typisch. Die Körperoberseite und die Körperseiten sind dunkel graublau. Der Hals, die Brust sowie die Körperunterseite dagegen dunkel purpurrot. Fächertauben haben einen hellgrauen Flügelspiegel, der dunkelbraun gesäumt ist. Die Schwanzfedern haben an ihrem Ende einen hellen Fleck. Der Schnabel ist dunkelgrau. Die Iris der großen Augen ist rot.

## Verbreitung, Lebensraum und Bestand
Die Fächertaube kommt in zwei Unterarten auf Neuguinea vor. Ihr Lebensraum sind Sümpfe und Sagopalmenbestände. Sie besiedelt auch trockene Wälder. Fächertauben zählen zu den überwiegend bodenbewohnenden Arten. Charakteristisch für Fächertauben ist der langsam und auf Menschen majestätisch wirkende Gang. Trotz ihrer Größe ist die Fächertaube jedoch flugfähig und baumt auf, wenn sie sich bedroht oder beunruhigt fühlt. Sie leben überwiegend paarweise oder in kleinen Trupps. Die Nahrung besteht aus Sämereien, Früchten und Insekten. Das Nest wird grundsätzlich in Bäumen errichtet. Es besteht aus Zweigen und Blättern und ist stabiler errichtet als für Tauben charakteristisch. Das Gelege umfasst nur ein einzelnes Ei. Die Brutdauer beträgt 28 Tage.
Die Bestandsgröße ist zwar nicht bekannt, die IUCN betrachtet die Fächertaube aber dennoch als „gefährdet“, weil die Bestände durch starke Bejagung vermutlich deutlich rückläufig sind.